# ATI-Radeon-HD-3000-Serie

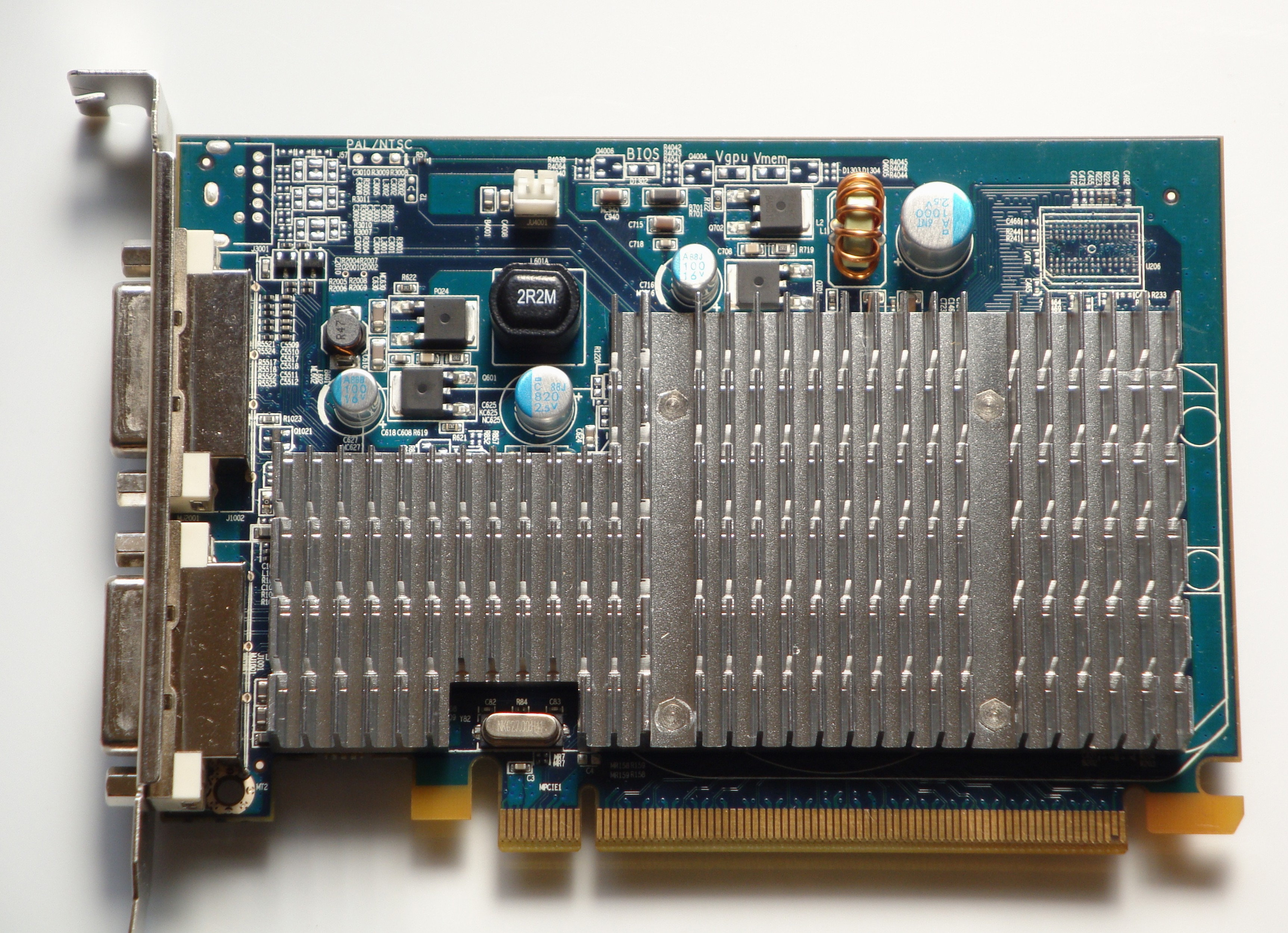
Eine Radeon HD 3450

Die Radeon-HD-3000-Serie ist eine Serie von Desktop-Grafikchips der Firma AMD und Nachfolger der ATI-Radeon-HD-2000-Serie. Sie ist damit die siebte Generation der Grafikprozessoren mit dem Namen ATI Radeon. Alle Grafikprozessoren dieser Serie unterstützen Pixel-, Geometrie- und Vertexshader 4.1 nach DirectX 10.1. Die Radeon-HD-4000-Serie ist der Nachfolger dieser Serie.

## Geschichte
Die Radeon-HD-3000-Serie basiert auf der Architektur der HD-2000-Serie, es wurden jedoch einige Detailverbesserungen vorgenommen: Die Funktionspalette wurde erweitert und umfasst nun auch DirectX 10.1, außerdem unterstützt diese Serie nun PCI-Express 2.0. Um den Kritikpunkt der hohen Leistungsaufnahme insbesondere der HD-2900-Serie zu beseitigen, wurde ATI PowerPlay in die Chips integriert, welches im Idle-Modus nicht nur Spannung und Taktraten senkt, sondern auch nicht benötigte Teile des Chips abschaltet, wodurch selbst die RV670-basierten Karten bei geringer Last mit den Low-End-Produkten der Geforce-8-Serie konkurrieren.
Einerseits um auch unter Last konkurrenzfähige Werte bezüglich der Leistungsaufnahme zu erreichen, andererseits um möglichst kleine Die-Flächen zu erhalten, lässt AMD die Grafikprozessoren (GPUs) bei TSMC seit Ende 2007 im 55-Nanometer-Prozess fertigen. Durch diesen optischen Shrink war damit der hauseigene 65-Nanometer-SOI-Prozess überholt, welcher für Prozessoren eingesetzt wurde. Bisher war es üblich, GPUs eher in älteren Verfahren zu fertigen, da die Chips meist komplexer als übliche Desktop-CPUs sind und auf Grund der größeren Erfahrung mit älteren Fertigungsverfahren eine höhere Ausbeute möglich ist.
Am 15. November 2007 stellte AMD zunächst mit der Radeon HD 3870 und HD 3850 zwei Grafikkarten auf Basis des RV670 vor, welche die R600-Derivate (Radeon HD 2900) ersetzen sollten. Neben den Neuerungen der Serie boten sie im Vergleich zum R600 auch den Videodecoder UVD. Das Speicher-Interface wurde zum Zwecke der Kostenreduzierung von 512 Bit auf 256 Bit gekürzt, im Gegenzug wurde der Speicher-Controller optimiert, damit die geringere Speicherbandbreite weiterhin für die GPU-Leistung ausreicht. Der RV670 ersetzt die letzte noch gefertigte GPU der 500er-Serie, den RV570, da durch ihn neuere Grafikkarten auf Basis des RV670 in der Preisregion der Radeon X1950 Pro angeboten werden können. Einige Boardpartner AMDs brachten im Februar 2008 die Radeon HD 3690 und 3830 für den chinesischen Markt heraus, wobei es sich um abgewandelte Variante der Radeon HD 3850 handelt, bei welcher das Speicherinterface auf 128 Bit reduziert und der UVD-Videodecoder teilweise deaktiviert wurde. Die Karten werden von AMD nicht offiziell geführt.
Die Vorstellung der Radeon HD 3650, HD 3470 und HD 3450 erfolgte am 23. Januar 2008. Diese Modelle basieren auf dem RV635 (Radeon HD 3650) bzw. RV620 (Radeon HD 3450/3470) und besaßen als erste Grafikkarten einen Anschluss für den Verbindungsstandard DisplayPort. Die Modelle der Radeon-HD-3400-Serie unterstützen zudem die Hybrid-Crossfire-Technologie, welche die Radeon-HD-34xx-Grafikkarte mit der im AMD-780G und AMD-790GX-Chipsatz integrierten Grafik höhere Leistung bringt. Auch diese Modelle besitzen die Optimierungen, welche mit dem RV670 eingeführt wurden, im Vergleich zu den Vorgängerserien wurden die Größen der Speicherschnittstelle jedoch beibehalten.
Im März 2008 wurden schließlich die Chipsätze der AMD-780-Serie eingeführt, welche ein, auf der Radeon HD 34xx basierende, integrierte Grafiklösungen mit den Bezeichnungen Radeon HD 3100 (AMD-780V) und Radeon HD 3200 (AMD-780G) beinhalten. Letzterer IGP enthält im Gegensatz zur Radeon HD 3100 einen Unified Video Decoder, welcher unter anderem hochauflösende Videos in Hardware decodiert und somit die CPU entlastet. Ebenfalls fehlen der HD 3100 die bereits erwähnte Hybrid-Crossfire-Technologie sowie digitale Monitorausgänge.
Im August des Jahres 2008 wurde die Palette der integrierten GPUs um den, im neuen AMD-790GX-Chipsatz integrierten, HD-3300-Grafikkern erweitert, welcher mit der HD 3200 baugleich ist, jedoch über einen um 200 MHz höheren Kerntakt verfügt.
Hersteller, welche AMD-Chipsätze mit einer integrierten HD-3xxx-Grafik verbauen, haben die Möglichkeit, dem Grafikkern einen eigenen, Sideport genannten Speicher zur Seite zu stellen. Dieser verringert die Belastung des System-RAMs durch den Grafikprozessor und lässt sich zudem schneller ansprechen. Größe, Speichertechnologie, Taktfrequenz sowie die Breite der Speicherschnittstelle dieses Sideports können vom Mainboardhersteller bestimmt werden und variieren somit.

## Grafikprozessoren
| Grafik- chip | Fertigung | Fertigung      | Fertigung   | Einheiten | Einheiten           | Einheiten         | Einheiten       | Einheiten       | Einheiten       | API     | API    | API        | Video- pro- zessor | Schnitt- stelle |
| Grafik- chip | Pro- zess | Transis- toren | Die- Fläche | ROPs      | Unified-Shader      | Unified-Shader    | Unified-Shader  | Textureinheiten | Textureinheiten | DirectX | OpenGL | ATI Stream | Video- pro- zessor | Schnitt- stelle |
| Grafik- chip | Pro- zess | Transis- toren | Die- Fläche | ROPs      | Stream- prozessoren | Shader- Einheiten | Shader- Cluster | TAUs            | TMUs            | DirectX | OpenGL | ATI Stream | Video- pro- zessor | Schnitt- stelle |
| ------------ | --------- | -------------- | ----------- | --------- | ------------------- | ----------------- | --------------- | --------------- | --------------- | ------- | ------ | ---------- | ------------------ | --------------- |
| RV610        | 65 nm     | 180 Mio.       | 082 mm²     | 04        | 040                 | 08 × 5D-VLIW      | 2               | 08              | 04              | 10.0    | 3.3    | Ja         | UVD 1.0            | PCIe 1.0        |
| RV620        | 55 nm     | 181 Mio.       | 064 mm²     | 04        | 040                 | 08 × 5D-VLIW      | 2               | 08              | 04              | 10.1    | 3.3    | Ja         | UVD 1.0            | PCIe 2.0        |
| RV635        | 55 nm     | 378 Mio.       | 118 mm²     | 04        | 120                 | 24 × 5D-VLIW      | 3               | 16              | 08              | 10.1    | 3.3    | Ja         | UVD 1.0            | PCIe 2.0        |
| RV670        | 55 nm     | 666 Mio.       | 192 mm²     | 16        | 320                 | 64 × 5D-VLIW      | 4               | 32              | 16              | 10.1    | 3.3    | Ja         | UVD 1.0            | PCIe 2.0        |

## Namensgebung
Alle Grafikkarten werden mit „ATI Radeon HD“ und einer zusätzlichen vierstelligen Nummer bezeichnet, die generell mit einer „3“ (für die Serie) beginnt. Die zweite Ziffer teilt dann die Familie in verschiedene Marktsegmente auf. Die dritte und vierte Ziffer dienen dann einer Unterteilung in die verschiedenen Modelle. Im Gegensatz zu den vorgehenden Serien werden keine Suffixe mehr genutzt, sondern die Leistungseinordnung innerhalb der Serie bzw. des Marktsegments erfolgt lediglich über die Nummer.
Aufteilung
- HD 3100/3200/3300: IGP
- HD 34xx: Low-End
- HD 36xx: Mainstream
- HD 38xx: Performance
- HD 3870 X2: High-End

## Modelldaten
| Modell            | Offizieller Launch | Grafikprozessor (GPU) | Grafikprozessor (GPU) | Grafikprozessor (GPU) | Grafikprozessor (GPU) | Grafikprozessor (GPU) | Grafikprozessor (GPU) | Grafikprozessor (GPU) | Grafikspeicher | Grafikspeicher | Grafikspeicher | Grafikspeicher      | TDP (Watt) |
| Modell            | Offizieller Launch | Typ                   | Aktive Einheiten      | Aktive Einheiten      | Aktive Einheiten      | Aktive Einheiten      | Aktive Einheiten      | Takt (MHz)            | Größe (MB)     | Takt (MHz)     | Typ            | Speicher- interface | TDP (Watt) |
| Modell            | Offizieller Launch | Typ                   | ROPs                  | Shader- Cluster       | Stream- prozessoren   | TAUs                  | TMUs                  | Takt (MHz)            | Größe (MB)     | Takt (MHz)     | Typ            | Speicher- interface | TDP (Watt) |
| ----------------- | ------------------ | --------------------- | --------------------- | --------------------- | --------------------- | --------------------- | --------------------- | --------------------- | -------------- | -------------- | -------------- | ------------------- | ---------- |
| Radeon HD 3100    | 4. März 2008       | RV610                 | 4                     | 2                     | 40                    | 8                     | 4                     | 350                   | shared bis 512 | variiert       | DDR3           | bis zu 32 Bit       | k. A.      |
| Radeon HD 3200    | 4. März 2008       | RV610                 | 4                     | 2                     | 40                    | 8                     | 4                     | 500                   | shared bis 512 | variiert       | DDR3           | bis zu 32 Bit       | k. A.      |
| Radeon HD 3300    | Aug. 2008          | RV610                 | 4                     | 2                     | 40                    | 8                     | 4                     | 700                   | shared bis 512 | variiert       | DDR3           | bis zu 32 Bit       | k. A.      |
| Radeon HD 3450    | 23. Jan. 2008      | RV620                 | 4                     | 2                     | 40                    | 8                     | 4                     | 600                   | 256 512        | 500            | DDR2           | 64 Bit              | 40         |
| Radeon HD 3470    | 23. Jan. 2008      | RV620                 | 4                     | 2                     | 40                    | 8                     | 4                     | 800                   | 256            | 950            | GDDR3          | 64 Bit              | 30         |
| Radeon HD 3650    | 23. Jan. 2008      | RV635                 | 4                     | 3                     | 120                   | 16                    | 8                     | 725                   | 256 512        | 500            | DDR2           | 128 Bit             | 75         |
| Radeon HD 3650    | 23. Jan. 2008      | RV635                 | 4                     | 3                     | 120                   | 16                    | 8                     | 725                   | 256 512        | 800            | GDDR3          | 128 Bit             | 75         |
| Radeon HD 3850    | 15. Nov. 2007      | RV670                 | 16                    | 4                     | 320                   | 32                    | 16                    | 668                   | 256 512        | 828            | GDDR3          | 256 Bit             | 106        |
| Radeon HD 3870    | 15. Nov. 2007      | RV670                 | 16                    | 4                     | 320                   | 32                    | 16                    | 775                   | 512            | 1125           | GDDR4          | 256 Bit             | 126        |
| Radeon HD 3870 X2 | 28. Jan. 2008      | 2 × RV670 (R680)      | 2 × 16                | 2 × 4                 | 2 × 320               | 2 × 32                | 2 × 16                | 825                   | 2 × 512        | 900            | GDDR3          | 2 × 256 Bit         | ca. 200    |

Hinweise
- Die angegebenen Taktraten sind die von AMD empfohlenen bzw. festgelegten. Allerdings liegt die finale Festlegung der Taktraten in den Händen der jeweiligen Grafikkarten-Hersteller. Daher ist es durchaus möglich, dass es Grafikkarten-Modelle gibt oder geben wird, die abweichende Taktraten besitzen.
- Mit dem angegebenen Zeitpunkt ist der Termin der öffentlichen Vorstellung angegeben, nicht der Termin der Verfügbarkeit der Modelle.
- Die TDP-Angaben des Herstellers können von den realen maximalen Leistungsaufnahmen abweichen.

### Leistungsdaten
Für die jeweiligen Modelle ergeben sich folgende theoretische Leistungsdaten:
| Modell            | Graphikprozessor/-speicher                       | Graphikprozessor/-speicher  | Graphikprozessor/-speicher  | Graphikprozessor/-speicher        |
| Modell            | Rechenleistung der Stream- Prozessoren in GFlops | Pixel- füllrate in GPixel/s | Texel- füllrate in GTexel/s | Daten- übertragungs- rate in GB/s |
| ----------------- | ------------------------------------------------ | --------------------------- | --------------------------- | --------------------------------- |
| Radeon HD 3100    | 28                                               | 1,4                         | 1,4                         | –                                 |
| Radeon HD 3200    | 40                                               | 2,0                         | 2,0                         | –                                 |
| Radeon HD 3300    | 56                                               | 2,8                         | 2,8                         | –                                 |
| Radeon HD 3450    | 48                                               | 2,4                         | 2,4                         | 8,0                               |
| Radeon HD 3470    | 64                                               | 3,2                         | 3,2                         | 15,2                              |
| Radeon HD 3650    | 174                                              | 2,9                         | 5,8                         | 16,0                              |
| Radeon HD 3650    | 174                                              | 2,9                         | 5,8                         | 25,6                              |
| Radeon HD 3850    | 427,5                                            | 10,7                        | 10,7                        | 53                                |
| Radeon HD 3870    | 496                                              | 12,4                        | 12,4                        | 72,0                              |
| Radeon HD 3870 X2 | 2 × 528                                          | 2 × 13,2                    | 2 × 13,2                    | 2 × 57,6                          |

Hinweise
- Die angegebenen Leistungswerte für die Rechenleistung über die Streamprozessoren, die Pixelfüllrate, die Texelfüllrate und die Speicherbandbreite sind theoretische Maximalwerte. Die Gesamtleistung einer Grafikkarte hängt unter anderem davon ab, wie gut die vorhandenen Ressourcen ausgenutzt bzw. ausgelastet werden können. Außerdem gibt es noch andere, hier nicht aufgeführte Faktoren, die die Leistungsfähigkeit beeinflussen.
- Die Rechenleistung über die Streamprozessoren ist nicht direkt mit der Leistung der Nvidia-Geforce-8-Serie vergleichbar, da diese auf einer anderen Architektur aufbaut, welche anders skaliert.